# Хартвиг фон Шак
Хартвиг фон Шак (на немски: Hartwig von Schack; * ок. 1522; † 1577) е благородник от стария род Шак, господар в Бастхорст в Лауенбург в Шлезвиг-Холщайн и съветник в Херцогство Лауенбург.
Той е син на Емеке ’Стари’ фон Шак († 1545), господар в Бастхорст (1503 – 1532), и съпругата му 	Елизабет фон Даненберг, дъщеря на Ото фон Даненберг и Магдалена фон дем Крогхе. Внук е на Ото фон Шак († 1490/1503), господар в Бастхорст (1459 – 1490), и съпругата му фон Хааке. Потомък е на Екехард фон Шак († 1214), бургман на замък Люнебург (1200 – 1214). Брат е на Валентин фон Шак († 1584)

## Фамилия
Хартвиг фон Шак се жени 1554 г. за София фон дер Виш, дъщеря на Клаус фон дер Виш († 1559) и Анна фон Ревентлов († пр. 1556). Те имат пет деца:
- Кристоф фон Шак († ок. 1615), господар в Уневад и Бастхорст (1577), женен 1587 г. в Ундевад до Фленсбург за Анна Петерсен фон Деден (* 1562, Ундевад вед Фленсборг; † 1640); имат пет сина
- Хартвиг фон Шак († 1603), женен за Катарина фон Алефелдт (* 1590, Щубе; † 1648); имат син
- Илза фон Шак († 1628, Херцберг), омъжена ок. 1600 г. за Раймер фон Плесен († 1618)
- Маргарета фон Шак († януари 1632), омъжена на	11 януари 1611 г. за Хелмолд фон Плесен († 1641), брат на Раймер фон Плесен († 1618)
- Анна фон Шак, омъжена за Хартвиг фон Лютцов